# Juliana Pasha
Juliana Pasha (Tirana, Albânia, 20 de maio de 1980) é uma cantora albanesa. Representou seu país, a Albânia, no Festival Eurovisão da Canção 2010, em Oslo, Noruega, com a música It's All About You, cantada em inglês.. Ao final da apuração dos votos, sua performance alcançou a 16ª posição dentro os 25 (vinte cinco) países que conquistaram vaga na final, que aconteceu no dia 29 de Maio de 2010.

## Carreira
Juliana Pasha começou sua carreira em rádio e televisão em 1999, e em 2000 foi premiada com o Prêmio Zela Vace como o melhor vocalista jovem.
Sua música para o Festival Eurovisão da Canção 2010 foi escrita por Ardit Gjebrea e Çako Pirro. O primeiro é um dos cantores mais conhecidos da Albânia. Ele também é o anfitrião do Eurovision em seu país e apresentador de televisão. Já Pirro Çako é um artista albanês nascido em Tirana, tenor e soprano, respectivamente.
Pasha anunciou que está preparando um CD de música cristã em albanês e inglês.